# Circuito di Riverside
Il circuito di Riverside (Riverside International Raceway) era un tracciato automobilistico situato a Riverside, in California, 80 km ad est di Los Angeles. Ha ospitato il e Gran Premio degli Stati Uniti d'America 1960 tutti i maggiori campionati motoristici a due e quattro ruote, tra cui il CanAm.

## I circuiti di Riverside

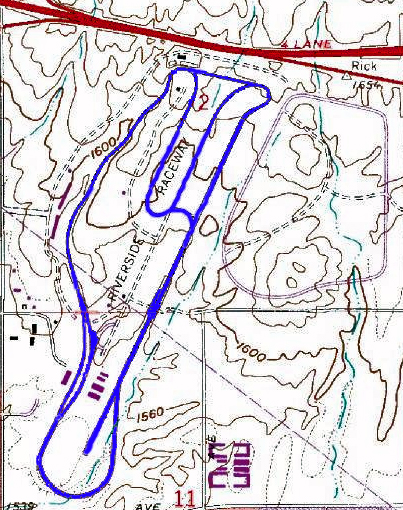
Il circuito di Riverside dal 1969 al 1989, con le modifiche alla Curva 9 e al rettilineo di ritorno. A destra l'area del mai costruito "Club circuit".

Il tracciato originale, rimasto in uso fino al 1968

Per adattarsi alle esigenze delle diverse categorie che utilizzavano l'impianto e alle differenti lunghezze delle gare, l'autodromo era dotato di diverse configurazioni; prima di ogni evento, i commissari delimitavano i tratti inutilizzati del tracciato mediante coni stradali. Quattro erano le opzioni possibili a Riverside: il circuito lungo (5.260 metri), quello corto (4.000 metri), il circuito NASCAR (4.220 metri) e il piccolo ovale da mezzo miglio ricavato nei pressi del traguando (usato solo dal 1960 al 1966); a questi si aggiunge un "quinto" tracciato, cioè la "dragstrip" da un quarto di miglio per le gare di accelerazione, ricavata sul rettilineo di ritorno. Il progetto originale del Riverside International Motor Raceway (come fu chiamato l'autodromo nei primi anni) proposto a metà degli anni cinquanta prevedeva anche la costruzione del più piccolo e indipendente The Club Circuit (dedicato ad eventi minori), adiacente al tracciato principale che, mediante bretelle di collegamento alla Curva 8, avrebbe portato la lunghezza totale a 8.000 metri, ma tale estensione non venne mai realizzata.
Il terreno su cui era stato ricavato il tracciato è piuttosto ondulato, con la prima parte del circuito che saliva dalla linea di partenza (posta nella zona meridionale) fino al tornante denominato Curva 6 (nella parte più settentrionale), per poi ridiscendere fino alla Curva 8 che immetteva sul rettilineo di ritorno (inizialmente in discesa per poi divenire pianeggiante nel tratto finale). La Curva 1, una veloce svolta a sinistra sulla cresta di un dosso, immetteva su un breve rettilineo in discesa, seguito dall'altrettanto veloce Curva 2 che piegava verso destra e portava i concorrenti al tratto detto Esses, una serie di curve e controcurve che terminava in salita al tornante denominato Curva 6. Da questo punto in poi, la pista scendeva lungo un tratto rettilineo verso la Curva 7, un tornante il cui punto di frenata era su un dosso. Successivamente un altro rettilineo parallelo e opposto al precedente (che presentava una lieve salita in fondo), portava i concorrenti alla Curva 8; questo impegnativo tornante "a raggio decrescente", immetteva sul caratteristico rettilineo di ritorno lungo 1.800 metri, dalla ragguardevole larghezza e con una marcata discesa a circa metà della sua lunghezza (all'altezza del ponte "Champion" - in seguito "Bosch" - chiamato col nome dello sponsor) che terminava direttamente nell'ultima curva del tracciato: un lungo e ampio tornante dotato di una leggera sopraelevazione e con un muretto esterno che lo privava di qualunque via di fuga (la Curva 9).
Il tracciato originale rimase invariato dal 1957 al 1968, quando questioni di sicurezza emersero in questo primo decennio di attività, rimarcate da una serie di incidenti legati ad avarie ai freni in fondo al rettilineo, imposero nel 1969 una revisione del disegno della curva e dell'ultimo tratto di rettilineo; il raggio fu ampliato, l'inclinazione fu portata a 10° e nei pressi del punto di frenata fu creata una secca curva (chiamata the Dogleg o the Kink) che deviava a sinistra dal precedente tracciato, permettendo ai concorrenti coi freni in avaria di "tirare dritto" sull'asfalto non più utilizzato e arrestarsi in tutta sicurezza. Il circuito lungo veniva utilizzato principalmente per la gara più importante che si disputava a Riverside, il Los Angeles Times Grand Prix, una gara riservata a vetture Sport prototipo disputatasi dal 1957 al 1987 per raccogliere fondi da destinare alle attività di beneficenza del quotidiano californiano; fu usato anche per il Gran Premio degli Stati Uniti d'America 1960 e venne in seguito utilizzato dalla Indycar negli anni ottanta. La NASCAR, che vi ha disputato quarantotto gare tra il 1958 e il 1988, utilizzava invece la ripida bretella in discesa che, partendo per la tangente al centro del tornante Curva 6, collegava direttamente quest'ultimo con la parte centrale della Curva 8, saltando la Curva 7 e i tratti rettilinei di andata e ritorno da essa. Il circuito corto, invece, differiva per l'uso della bretella detta Curva 7A, un tornantino adiacente e speculare alla Curva 7, con cui formava una lunga e sinuosa esse caratterizzata da una doppia inversione di direzione; l'uso della combinazione 7-7A quasi dimezzava la lunghezza del rettilineo di ritorno.

## Chiusura dell'impianto
Nel 1983, quando il Riverside International Raceway venne venduto all'immobiliarista Fritz Duda, ex commentatore delle gare NASCAR per la Motor Racing Network, molti credettero che le gare sarebbero continuate ancora a lungo su questa pista, ma nel 1986 il nuovo proprietario decise che vi avrebbe costruito case e un centro commerciale, vista la vicinanza con la Pomona Freeway e la Interstate 215. Il 12 giugno 1988 si tenne l'ultima gara NASCAR sul tracciato, che venne in seguito chiuso per i lavori edilizi. Nel 1989 il tracciato venne modificato; dalla Curva 7 una sinuosa bretella portava i piloti sul rettilineo di ritorno innestandosi con una curva a gomito in un punto intermedio tra il Ponte Bosch e The Dogleg, in quanto i lavori della zona residenziale avevano già invaso il centro del lungo rettilineo. Così modificato, il circuito venne chiamato Riverside Regional Raceway e ospitò gare "club" ancora per poco, con l'attività agonistica terminata definitivamente il 2 luglio 1989, dopo 32 anni di gare. Nel 1992 aprì il centro commerciale nella zona nord, nei pressi della vecchia Curva 6 e delle Esses, mentre le case vennero costruite nella zona centrale e meridionale; sulle mappe topografiche dei primi anni novanta erano ancora visibili i resti della Curva 9 e del suo muretto esterno, mentre il vecchio edificio amministrativo rimase in piedi fino al 2005, quando fu demolito per far spazio ad altre abitazioni. Nel 2003 venne annunciato il progetto di un nuovo autodromo di 4.800 metri da costruire a Merced, in California, con un disegno del tracciato simile a quello del Riverside International Raceway; l'impianto avrebbe dovuto chiamarsi Riverside Motorsports Park, ma il progetto venne abbandonato nel 2009.

## Albo d'oro della Formula 1
| Anno | Pilota        | Scuderia |
| ---- | ------------- | -------- |
| 1960 | Stirling Moss | Lotus    |

### Vittorie per pilota
| Vittorie | Pilota        | Anno(i)/Vettura |
| -------- | ------------- | --------------- |
| 1        | Stirling Moss | 1960/Lotus      |

### Vittorie per scuderia
| Vittorie | Scuderia | Anno(i)/Pilota     |
| -------- | -------- | ------------------ |
| 1        | Lotus    | 1960/Stirling Moss |